# Phytolacca

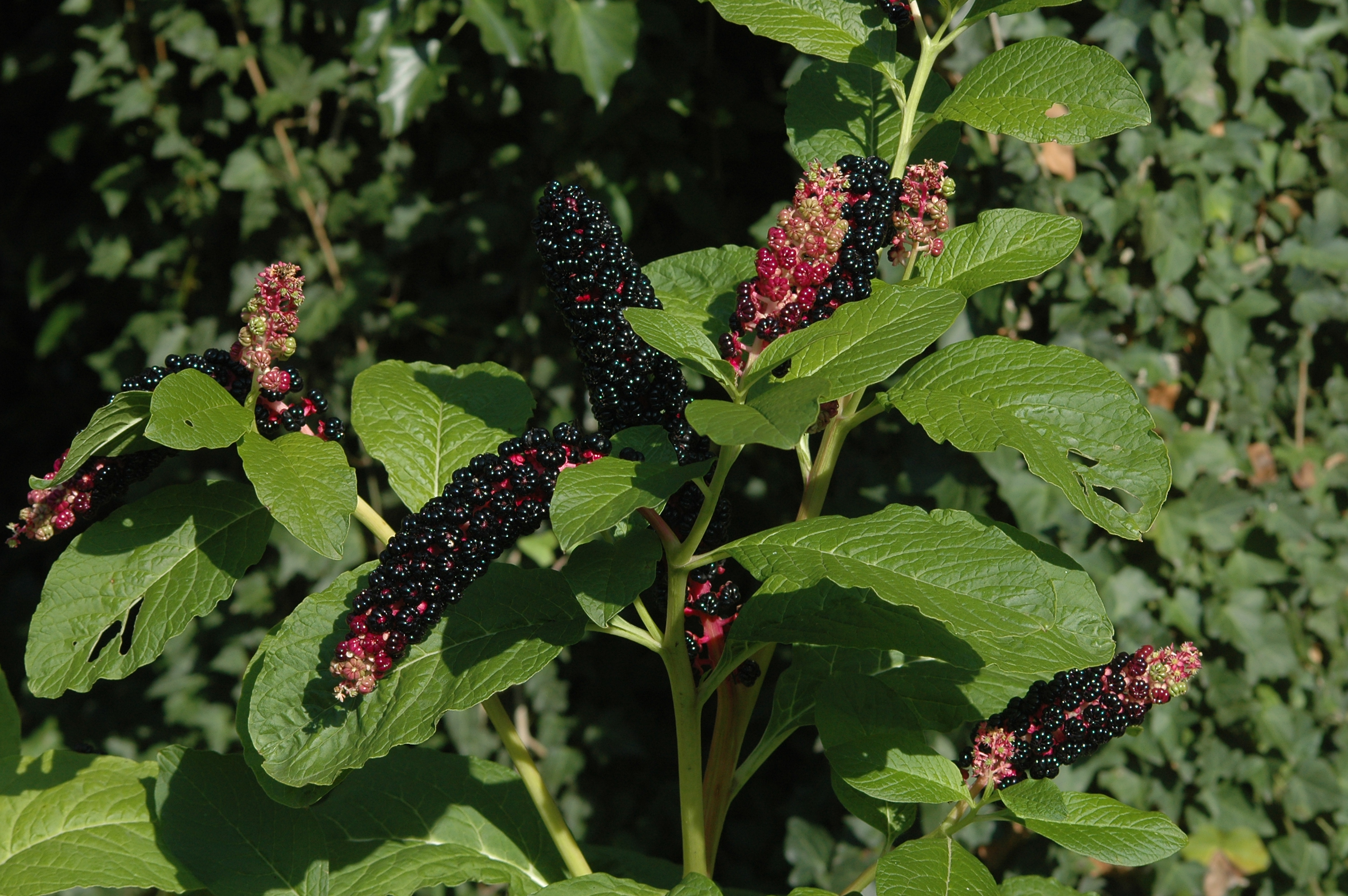
Phytolacca acinosa.

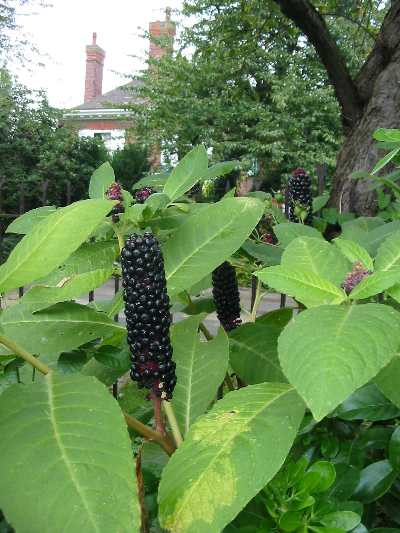
Um cultivar de jardim de P. americana com grandes frutos.

Phytolacca L. é um género de plantas com flor pertencente à família Phytolaccaceae que agrupa um conjunto de espécies perenes nativas da América do Norte, América do Sul, leste da Ásia e Nova Zelândia que se distinguem pela presença nos seus tecidos de fitolacatoxina e fitolacigenina, compostos venenosos para mamíferos e peixes mas inofensivos para as aves.

## Descrição
As espécies integradas no género Phytolacca são herbáceas de 30 cm a 15 m de altura, com folhas simples alternas, afiladas, com margens rugosos. Frequentemente o caule apresenta coloração rosa ou roxa. As flores são branco-esverdeadas, em longas cachos no final dos ramos. O fruto é uma drupa de coloração púrpura ou negra quando madura.

## Etnobotânica
A espécie Phytolacca dioica, a bela-sombra, é uma planta arborescente que cresce de modo semelhante a uma árvore nas pampas da América do Sul, dando sombra nas extensas pastagens naturais daquela região. É um símbolo da Argentina e Uruguay e da cultura dos gaúchos.
As folhas jovens de algumas espécies são utilizadas para alimentação humana, mas são fervidas três vezes para reduzir o seu teor em toxinas, mudando de água após cada fervura. O resultado é uma salada, ocasionalmente disponível comercialmente. Contudo, ainda que fervida várias vezes, ficam sempre traços das toxinas.
Em 1989, Akliku Lemma e Legesse Wolde-Yohannes receberam o prémio Right Livelihood Award pela sua investigação sobre o uso da espécie Phytolacca dodecandra como medida preventiva para a esquistossomíase.
As drupas quando esmagadas produzem um corante vermelho muito usado pelos ameríndios para decorar os seus cavalos. O sumo vermelho tem sido usado para simbolizar sangue, nomeadamente durante as manifestações contra a escravatura de Benjamin Lay.
Serve como planta ornamental, principalmente pelos seus belos frutos.

## Taxonomia
O género foi descrito por Carolus Linnaeus e publicado em Species Plantarum 1: 441. 1753. A espécie tipo é Phytolacca americana L. O nome genérico Phytolacca tem como etimologia a palavra grega φυτόν ( phyton, "planta") e a palavra latina lacca ("laca").
O género Phytolacca inclui as seguintes espécies:
- Phytolacca acinosa Roxb. (sin. Phytolacca esculenta Van Houtte)
- Phytolacca americana L.
  - Phytolacca americana var. rigida (Small) Caulkins & R.E.Wyatt
- Phytolacca bogotensis Kunth (conhecida por guaba);[5]
- Phytolacca chilensis (Miers ex Moq.) H.Walter
- Phytolacca clavigera W.W.Sm.
- Phytolacca dioica L.
- Phytolacca dodecandra L'Hér. (sin: Phytolacca abyssinica Hoffm.)
- Phytolacca esculenta Van Houtte
- Phytolacca heptandra Retz.
- Phytolacca heteropetala H.Walt.
- Phytolacca icosandra L. (conhecida por guaba);[5]
- Phytolacca japonica Makino
- Phytolacca latbenia (Moq.) H. Walter
- Phytolacca meziana H. Walter
- Phytolacca octandra L.
- Phytolacca polyandra Batalin
- Phytolacca rivinoides Kunth & C.D.Bouché (conhecida por guaba);[5]
- Phytolacca rugosa A.Braun & C.D.Bouché
- Phytolacca sandwicensis Endl.
- Phytolacca sanguinea H.Walter
- Phytolacca tetramera Hauman
- Phytolacca thyrsiflora Fenzl ex J.A.Schmidt
- Phytolacca weberbaueri H. Walter
- Lista completa

## Classificação do género
| Sistema | Classificação                     | Referência               |
| ------- | --------------------------------- | ------------------------ |
| Linné   | Classe Decandria, ordem Decagynia | Species plantarum (1753) |